# Kanunnikenhuizen (Borgloon)

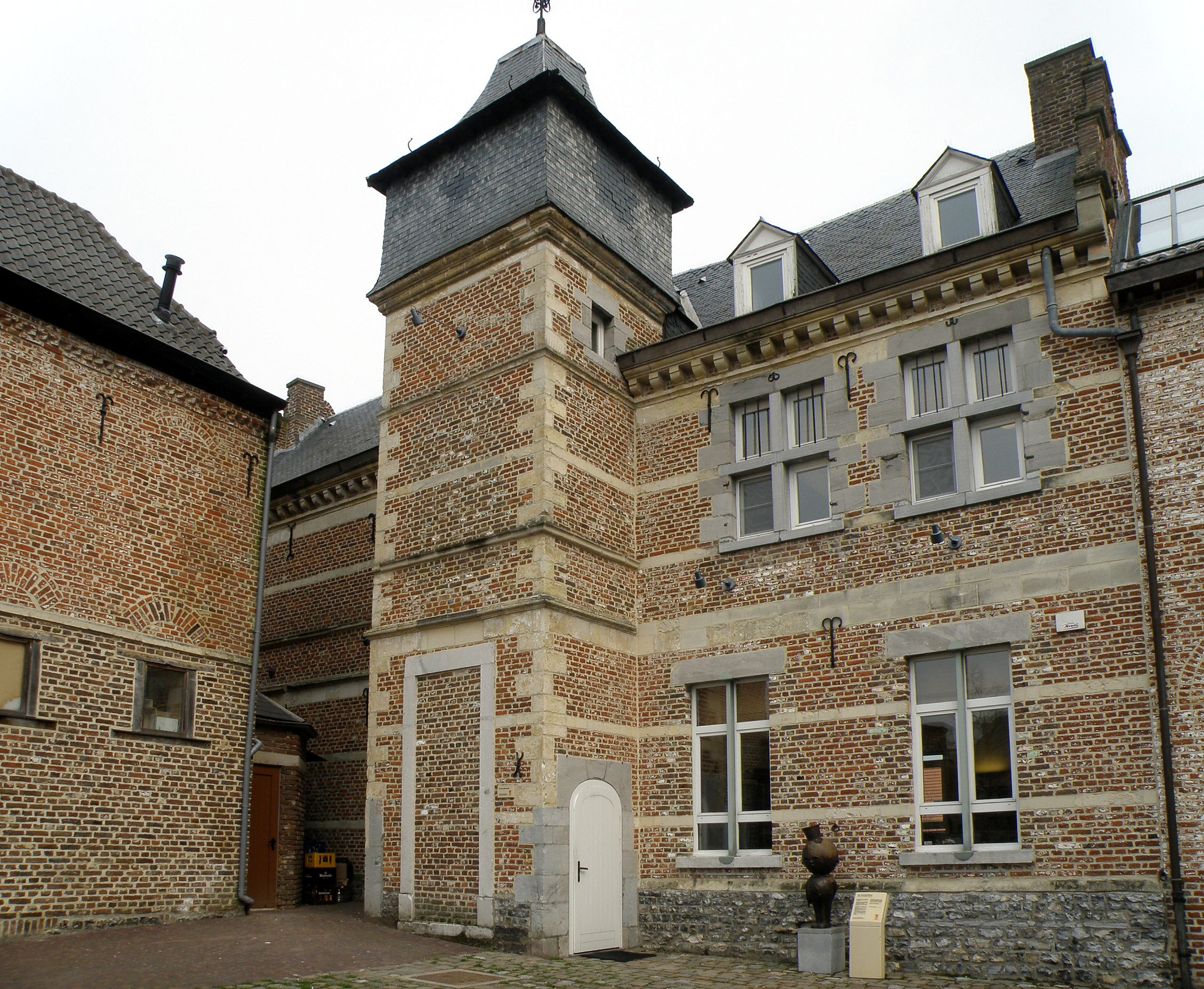
Kanunnikenhuis Speelhof 10

In Borgloon vindt men nog drie kanunnikenhuizen, die toebehoorden aan kanunniken van het Sint-Odulfuskapittel aldaar.

## Speelhof 9
Een van deze huizen is te vinden op Speelhof 9. Het heeft een kern uit 1695 en is momenteel in gebruik als brasserie.

## Speelhof 10
Naast voornoemd huis is een ander kanunnikenhuis te vinden, gewoonlijk "Het Kanunnikenhuis" genaamd. Dit huis, uit 1670, is opgetrokken in Maaslandse stijl. Het lag vroeger aan een gesloten binnenplaats, en is toegankelijk via een inrijpoort. Het bakstenen complex omvat een woonhuis met een half ingebouwde, vierkante  toren. Merkwaardig daarbij is de met leien bedekte houten bovenbouw.
Het gebouw heeft horizontale mergelstenen banden en ook hoekbanden, terwijl de vensters met kalksteen omlijst zijn. De zijgevels zijn uitgevoerd als krulgevel.
In het huis zijn nog schouwen te vinden uit de 17e, 18e en 19e eeuw. De trap en de deuren zijn 18e-eeuws.
Rechts van het woonhuis bevindt zich nog een dienstgebouw, waar haaks een dwarsschuur op staat die nog vakwerkbouw toont.
Het huis werd begin jaren 90 van de 20e eeuw gerestaureerd en is tegenwoordig in gebruik bij de stad Tongeren-Borgloon.

## Kortestraat 10
Dit huis werd in 1671 gebouwd in opdracht van kanunnik F. Segraets. Boven de deur bevindt zich een gevelsteen met het wapen van de kanunnik. Boven deze steen een fronton, met daarin een Mariabeeldje. De voorgevel wordt gesierd door smeedijzeren, gekrulde ankers.